# Säll den som håller Jesus kär
Säll den som håller Jesus kär är en gammal nattvardspsalm i arton verser med titelraden "Säll then som hafwer JEsum kär" i 1695 års psalmbok. Psalmens ursprung är den latinska hymnen Jesu dulcis memoria, som ofta (troligen felaktigt) tillskrivs Bernhard av Clairvaux. Texten översattes av Johann Arndt till tyska med titelraden O JEsu süss wer dein gedenckt. Den svenska översättningen av Haquin Spegel gjordes 1686. Psalmen bearbetades av Johan Olof Wallin 1814 och av Anders Frostenson 1977 då den blev elva verser lång.
Psalmen inleds 1695 med orden:
Säll then som hafwer JEsum kär
Och honom i sitt hierta bär
Melodin är en tonsättning av Bartholomäus Gesius från 1603 som redan enligt 1697 års koralbok också användes till psalmen Vår Herres Jesu Kristi död (1695 nr 16, 1986 nr 388). Originalmelodin av Gesius (3/4) bearbetades och ändrades tonmässigt av Haeffner till (4/4) inför 1819 års psalmbok 1819 (nr 154). Denna ganska avvikande melodiform från originalet har sedan dess bibehållits i Sverige (1937 nr 190), till och med (1986 nr 389), då man återgick till originalmelodin. Nathan Söderblom komponerade en melodi till texten under Ekumeniska mötet i Stockholm 1925.

## Publicerad i
- Den svenska psalmboken 1694 som nummer 22 under rubriken "Om Herrans Nattward".[1]
- Den svenska psalmboken 1695 som nummer 19 under rubriken "Catechismus författad i Sånger: Om HErrans Nattward". Originalmelodi av Gesius
- Den svenska psalmboken 1819 som nummer 157 med titelraden "Säll den som haver Jesus kär", under rubriken "Nådens medel: Sakramenten: Nattvarden". Haeffners melodiversion
- Den svenska psalmboken 1937 som nummer 193 under rubriken "Nattvarden". Haeffners melodiversion
- Den svenska psalmboken 1986 som nummer 389 under rubriken "Nattvarden". Originalmelodi av Gesius
- Finlandssvenska psalmboken 1986 som nummer 215 under rubriken "Nattvarden". Originalmelodi av Gesius